# Facepalm

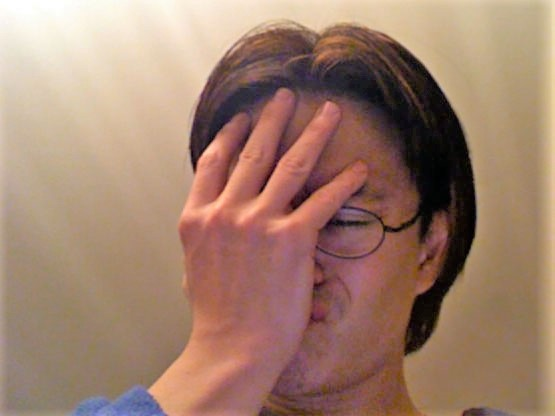
Facepalm

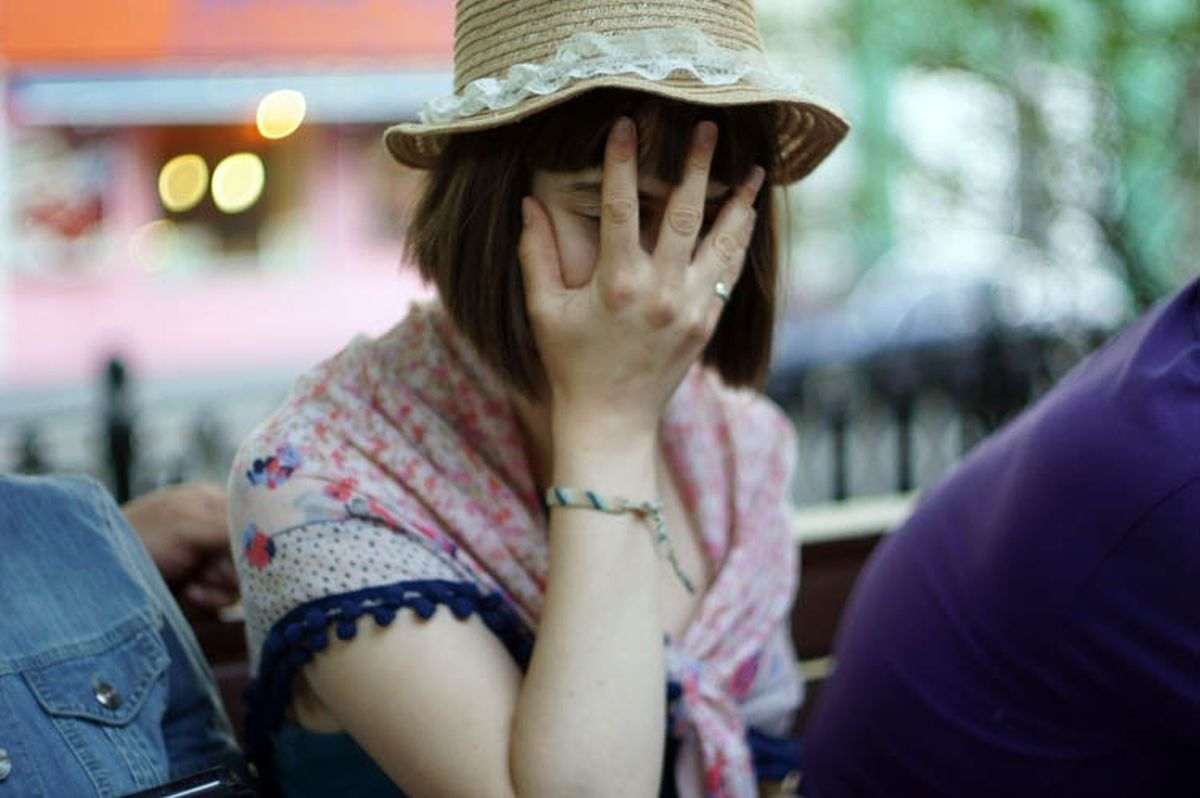
Facepalm

A facepalm (néhol face-palm vagy face palm) fizikai gesztus, amelynek során valaki a kezébe temeti az arcát, egyik kezével eltakarva azt, ezzel jelezve csalódottságát, szégyenkezését (esetleg egy másik személy helyett), sokkolt mivoltát vagy meghökkenését.
Eredete nem ismert, de sok kultúrában megtalálható. Napjainkban internetes mémként vált elterjedtté, alapja Jean-Luc Picard kapitány a Star Trek: Az új nemzedék Déjà Q című epizódjában mutatott gesztusa volt. Facepalmot mutató tőzsdei brókerek képeit gyakran használja a média a rossz pénzügyi mutatók okozta csalódottság kifejezésére, emellett filmek, de üzleti és politikai döntések minősítésére is széles körben használják. Az Oxford University Press lexikográfusa, Susie Dent szerint a szó nyelvi sokoldalúsága, hogy főnévként és igeként is használható, az egyik ok, amiért ilyen „sikeressé” vált.
Ezt a gesztust nem csak embereknél vélték felfedezni. A Colchester Zooban egy csapat mandrillnál (a páviánok közeli rokona) látták, hogy használták, ezzel jelezve a vágyukat, hogy ne rekesszék ki a csapatból, ne hagyják egyedül őket.

## Fordítás
Ez a szócikk részben vagy egészben  a   Facepalm című angol Wikipédia-szócikk ezen változatának fordításán alapul.  Az eredeti cikk szerkesztőit annak laptörténete sorolja fel. Ez a jelzés csupán a megfogalmazás eredetét és a szerzői jogokat jelzi, nem szolgál a cikkben szereplő információk forrásmegjelöléseként.